# Berilo (Minas Gerais)
Berilo es un municipio brasileño del estado de Minas Gerais. Se localiza a una latitud 16°57'06" sur y a una longitud 42°27'56" oeste, estando a una altitud de 401 metros. Su población estimada en 2004 era de 12.848 habitantes.
Posee un área de 586,752 km².

## Hidrografía
Sus principales ríos son el río Jequitinhonha y el río Araçuaí, además del arroyo del Altar, arroyo Barbosa, arroyo Gangorras y Agua Suja.

## Carreteras
- MG-114 y BR-367

## Administración
- Prefecto: Lázaro Pereira Neves (2009/2012)
- Viceprefecto: José Alves Cardoso
- Presidente de la cámara: Adelino Servano Mendes (2005/2008)